# Луганский академический областной русский драматический театр
Луганский областной русский драматический театр (укр. Луганський академічний обласний російський драматичний театр) — театр в городе Луганск, основанный в 1939 году. В самопровозглашённой ЛНР с 2014 году используется наименование Луганский академический русский драматический театр им. Павла Луспекаева.

## История театра
Ворошиловградский государственный областной русский драматический театр был образован по решению Управления по делам искусств при Совнаркоме УССР, на основании постановления № 22 от 11 октября 1938 года оргкомитета Президиума Верховного Совета УССР по Ворошиловградской области.
Комитет по делам искусств при Совнаркоме СССР выделил для театра 15 квалифицированных актёров (Быков, Мирвольский, Аренский, Чеботарская, Вадимов и др.) ранее работавших в других театрах страны и группу из 32-х выпускников Ленинградского театрального училища, окончивших его по классу Б. М. Сушкевича и Е. И. Тимме.
К лету 1939 года формирование театра в Луганске было окончено. Его художественным руководителем был назначен Анатолий Вульфович Тункель (ученик Юрия Завадского), работавший до этого режиссёром в театрах Саратова и Ростова-на-Дону, режиссёром театра стала Е. Г. Маркова, работавшая до этого в Москве.
26 октября 1939 года театр выпустил свою первую премьеру. Это был спектакль «Павел Греков» по пьесе Б. Войтехова и Л. Ленча. Премьера прошла в помещении дворца культуры имени В. И. Ленина.
Всего лишь один сезон успел проработать театр, и началась Великая Отечественная война.
Коллектив театра не распался. Труппа была эвакуирована в Узбекскую ССР, в Наманган. С 5 декабря 1941 года театр приступил к работе на новом месте. Работать пришлось в помещениях бывшего театра юного зрителя, в Доме офицеров и в клубе местного маслозавода. Здесь театр работал до 8 апреля 1942 года.
После освобождения Луганска театр возвращается в родной город. К началу декабря 1943 года закончились работы по восстановлению в Луганске здания ТЮЗа, в котором нижний этаж был оборудован для театра эстрады, а верхний — для театра русской драмы. 5 декабря 1943 года в здании ТЮЗа театр открыл сезон спектаклем «Жди меня» по пьесе Константина Симонова. Этот спектакль театр ставил в течение недели, а 20 декабря состоялась премьера спектакля по пьесе «Урок жизни».
В июне 1944 года при областном драматическом театре открывается драматическая студия, в которой осуществлялась подготовка артистов для театра. С 20 августа 1944 года областной драмтеатр стал располагаться в помещении клуба имени Сталина на Красной площади (позже этот клуб стал носить имя Маяковского).
В 1944 году в труппу драмтеатра был зачислен Павел Луспекаев, который, демобилизовавшись из армии в том же году, приехал жить в Луганск. Благодаря своим способностям он выдвинулся за короткий срок, и в премьере спектакля по пьесе «Под каштанами Праги», которым открывался сезон в ноябре 1945 года, Луспекаеву была доверена одна из главных ролей — роль Людвига.
После выхода Постановления Совета Министров СССР № 537 от 04.03.1948 «О сокращении государственной дотации театрам и мерах по улучшению их финансовой деятельности» (в постановлении говорилось, что Совет Министров осудил иждивенческую практику, укоренившуюся в театрах, когда основным источником финансирования их деятельности были не доходы, получаемые от продажи билетов, а дотация из государственного бюджета) областной драмтеатр перешел работать на самофинансирование.
В 1940-е годы театр ставил много пьес классического репертуара. Режиссёр Н. Гайдаров поставил «Каменный властелин» Леси Украинки, «Марию Стюарт» Фридриха Шиллера, «Маскарад» М. Лермонтова, «Волки и овцы», «На бойком месте», «Правда — хорошо, а счастье — лучше» Александра Островского.
В 1952 году Луганский театр возглавил Пётр Исидорович Ветров.
1 января 1963 года Совет Министров УССР принял постановление об объединении двух областных театров, русского и украинского, в один Луганский областной драматический театр с двумя труппами — русской и украинской.
С 1 февраля 1990 г. театр вновь был реорганизован. Украинская труппа стала именоваться Луганским областным украинским музыкально-драматическим театром, а русская — Луганским областным русским драматическим театром.
В самом конце декабря 1997 г. украинский театр получает отдельное помещение (ул. Оборонная, 11), а русский театр остался в прежнем, своём собственном здании.
В 2009 году в годовщину 70-летия Луганскому областному русскому драматическому театру присвоено звание «академический».
В 2012 году Луганскому академическому областному русскому драматическому театру присвоено имя Павла Луспекаева.
В апреле 2012 года на здании Луганского академического областного русского драматического театра установлена мемориальная доска Павлу Луспекаеву. В торжественном открытии принял участие Народный артист России Георгий Штиль.
В 2012 году Луганский академический областной русский драматический театр учредил и провёл 1-й театральный фестиваль им. Павла Луспекаева «Госпожа удача», в котором приняли участие тринадцать театров с Украины, из России и Белоруссии.
В 2014 году театр остался в Луганске и перешёл под контроль ЛНР.
В 2024 году постановка театра «Пиковая дама» награждена призом «За сценическое воплощение русской классической литературы» на XXV фестивале «Славянские театральные встречи».

## Главные режиссёры
- Анатолий Тункель с 1939 года — художественный руководитель
- Е. Гричук 1941 год
- Николай Гайдаров с 1941 года худрук, с 1943 по 1951 главный режиссёр.
- Пётр Ветров 1952 год-1959 и 1963—1968 главный режиссёр
- Александр Коженовский с 1952 года (просто режиссёр)
- А. Фомин, С. Шпанов, В. Ненашев 1959—1963
- Валентин Тимошин 1971 год-1990
- Юрий Васильевич Чернышёв 1991—1993
- Павел Кленов 1994
- Евгений Головатюк 1994 год-1996
- Виктор Данилович Козенко и. о. главного режиссёра с 1996 года (в 1974—2007 директор)
- Сергей Гришанин 1997 год
- Олег Александров 2005 год-2014
- Татьяна Дремова с 2016 года

## Актёры
| - Дмитрий Витченко, Народный артист Украины - Евгения Качанова, Заслуженная артистка Украины - Павел Кленов, Народный артист Украины (ум. 2015) - Евгений Кравцов, Заслуженный артист Украины - Валерий Приходкин, Заслуженный артист Украины - Светлана Сиротюк, Народная артистка Украины - Владимир Смирнов, Заслуженный артист Украины - Тарас Чеверноженко, Заслуженный артист Украины - Полина Шкуратова, Заслуженная артистка Украины | - Брилёв, Роман - Бузиновская, Наталья - Гробова Юлия - Долгий, Иван - Евдокимов, Сергей - Кравцова, Ирина - Круглик, Наталья - Лазарев, Андрей - Левина-Тростянская, Екатерина - Мануйлов, Константин - Митина, Екатерина - Дюс Анна | - Морозов, Павел - Морозова, Оксана - Музыка, Богдан - Приходкина Анна - Сабаева, Светлана - Степкина, Светлана - Топоркова, Галина - Шаповалова, Екатерина - Шевченко Светлана - Широкий, Андрей |

## Репертуар

### Текущий репертуар
- 2001 — «Любовь при свечах» Надежды Птушкиной. Режиссёр — Михаил Мордкович, премьера июнь.
- 2002 — «Царевна лягушка» Евгения Коваля. Режиссёр — Евгений Коваль, премьера 25 декабря.
- 2002 — «Продайте вашего мужа» Михаила Задорнова. Режиссёр — Михаил Мордкович, премьера 16 ноября.
- 2006 — «Очень простая история» Марии Ладо. Режиссёр — Пётр Бойко, премьера 18 января.
- 2006 — «Слишком женатый таксист» Рея Куни. Режиссёр — Жан Мельников, премьера 3 марта.
- 2007 — «Саня, Ваня, с ними Римас» Владимира Гуркина. Режиссёр — Олег Александров, премьера 20 апреля.
- 2008 — «Что случилось в зоопарке?» Эдварда Олби. Режиссёр — Олег Александров, премьера 17 декабря.
- 2008 — «Мышли-шишли» Павла Морозова. Режиссёры — Павел Морозов, Светлана Степкина-Долгая, премьера 22 декабря.
- 2009 — «Театр. Шум за сценой» Майкла Фрейна. Режиссёр — Олег Александров, премьера 29 января.
- 2009 — «УРОК» Эжена Ионеско. Режиссёр — Олег Александров, премьера 10 апреля.
- 2009 — «Мастерская глупости» Г. Селегея и М. Туханина. Режиссёр — Светлана Степкина-Долгая, премьера 14 мая.
- 2009 — «Дядюшкин сон» Фёдора Достоевского. Режиссёр — Павел Клёнов, премьера 1 октября.
- 2009 — «Ночь Святого Валентина» Александра Марданя. Режиссёр — Павел Морозов, премьера 15 октября.
- 2009 — «Мамуля» С. Белова. Режиссёр — Евгений Морозов, премьера 10 декабря.
- 2009 — «Волшебная лампа Аладдина» Д. Краснова. Режиссёр — Светлана Степкина-Долгая, премьера 24 декабря.
- 2010 — «АССОЛЬ» Павла Морозова. Режиссёр — Олег Александров, премьера 15 января.
- 2010 — «Настоящая комедия» Ноэля Коуарда. Режиссёр — Евгений Кравцов, премьера 25 мая.
- 2010 — «Дядя Ваня» Антона Чехова. Режиссёр — Олег Александров, премьера сентябрь.
- 2010 — «Яма» Евгения Морозова. Режиссёр — Евгений Морозов, премьера ноябрь.
- 2010 — «Гарнир по-французски» Камолетти. Режиссёр — Светлана Степкина-Долгая, премьера ноябрь.
- 2010 — «Кроткая» Фёдора Достоевского. Режиссёр — Евгений Ткаченко, премьера декабрь.
- 2010 — «Май нейм из Маня» Александра Каневского. Режиссёр — Павел Морозов, премьера декабрь.
- 2011 — «ЗАЯЦ и ВОЛКшебство» Павла Морозова. Режиссёр — Павел Морозов, премьера 23 апреля.
- 2011 — «Дамский мастер» Жоржа Фейдо. Режиссёр — Кирилл Душин, премьера 3 июня.
- 2011 — «Тарелкин & Расплюев» Сухово-Кобылина. Режиссёр — Алексей Кравчук, премьера 21 сентября.
- 2011 — «Щека к щеке» Кена Людвига. Режиссёр — Олег Александров, премьера 21 октября.
- 2011 — «Мне её подбросили» Нила Саймона. Режиссёр — Кирилл Душин, премьера 26 октября.
- 2011 — «Баба-Шанель» Николая Коляды. Режиссёр — Евгений Кравцов, премьера 25 ноября.
- 2012 — «Ханума» Авксентия Цагарели. Режиссёр — Евгений Морозов, премьера январь.
- 2012 — «Играем Ричарда» Уильяма Шекспира. Режиссёр — Сергей Остренко, премьера сентябрь.
- 2012 — «Маскарад» Михаила Лермонтова. Режиссёр — Алексей Кравчук, премьера 12 октября.
- 2012 — «Самоубийца» Николая Эрдмана. Режиссёр — Олег Александров, премьера 9 ноября.
- 2012 — «Ратибор и Горислава» Даниила Волгия. Режиссёр — С. Степкина-Долгая, премьера 22 декабря.
- 2013 — «Снежная история» Татьяны Глебовой. Режиссёр — Евгений Кравцов, премьера 14 февраля.
- 2013 — «Лев Васька» Павла Морозова. Режиссёр — Павел Морозов, премьера 5 марта.
- 2013 — «Ненормальная» Надежды Птушкиной. Режиссёр — Павел Морозов, премьера 4 апреля.
- 2013 — «Подражание вечным порокам» Ю. Каюна. Режиссёр — Максим Голенко, премьера 27 сентября.
- 2013 — «До третьих петухов» Евгения Морозова. Режиссёр — Евгений Морозов, премьера 13 октября.
- 2013 — «Детектор лжи» В. Сигарева. Режиссёр — Евгений Кравцов, премьера 14 декабря.
- 2013 — «Маугли» Редьярда Киплинг. Режиссёр — Светлана Степкина, премьера 24 декабря.
- 2014 — «Персидская сирень» Николая Коляды. Режиссёр — Олег Александров, премьера 21 января.
- 2013 — «Теща навсегда» А. Зинченко. Режиссёр — Иван Долгий, премьера 19 февраля.

### Выдающиеся постановки прошлых лет
- 2005 — «Королевские игры» Григория Горина. Режиссёр — Евгений Головатюк, премьера 29 ноября. В роли короля Генриха VIII — Бондаренко Александр Иосифович, заслуженный артист Украины 1940—2009.
- 2007 — «Кабала Святош» Михаила Булгакова. Режиссёр — Александр Аркадин-Школьник, премьера 30 января.

### Репертуарный архив
- 2001 — «Последняя жертва» Александра Островского. Режиссёр — Евгений Головатюк, премьера 23 марта.
- 2001 — «Гранатовый браслет» Сергея Гришанина. Режиссёр — Сергей Гришанин, премьера 18 апреля.
- 2002 — «Аленький цветочек» А. Липеровского. Режиссёр — Евгений Головатюк, премьера 22 марта.
- 2002 — «Свадебный марш» («Любовь на троих») Валентина Азерникова. Режиссёр — Сергей Гришанин.
- 2003 — «Горе от ума» Александра Грибоедова. Режиссёр — Евгений Головатюк, премьера — 30 мая.
- 2004 — «Я люблю тебя, художник!» Клода Манье. Режиссёр — Евгений Головатюк, премьера — 9 апреля.
- 2004 — «Врем чистую правду или Перебор» Харберт Бергер. Режиссёр — Павел Клёнов, премьера — 8 октября.
- 2004 — «Безумная ночь» («Люкс № 13») Рея Куни. Режиссёр — Евгений Головатюк, премьера — 9 декабря.
- 2005 — «Парижские истории» Эжена Лабиша. Режиссёр — Сергей Гришанин, премьера 1 апреля.
- 2005 — «Рядовые» Алексея Дударева. Режиссёр — Евгений Головатюк, премьера — 3 мая.
- 2006 — «Последний герой» Александра Марданя. Режиссёр — Пётр Бойко, премьера 27 апреля.
- 2006 — «Любовь до гроба» Альдо Николаи. Режиссёр — Сергей Гришанин, премьера 11 мая.
- 2007 — «Додо» Клайва Пэйтона. Режиссёр — Александр Дзекун, премьера 13 января.
- 2008 — «Третье слово» Алехандро Касона. Режиссёр — Сергей Гришанин, премьера 25 января.
- 2005 — «Поздняя любовь» Александра Островского. Режиссёр — Сергей Гришанин, премьера 28 октября.
- 2008 — «Записки подлеца» Александра Островского. Режиссёр — Петр Бойко, премьера 31 октября.
- 2008 — «Вчера, сегодня, завтра» Андрея Озолина. Режиссёр — Сергей Чулков, премьера 21 декабря.
- 2010 — «Мой прекрасный монстр» Монка Ферриса. Режиссёр — Стефаан Криль, премьера 19 марта.
- 2011 — «Виндзорские насмешницы» Уильяма Шекспира. Режиссёр — Петр Бойко, премьера 18 марта.